# 沈阳桃仙国际机场
沈阳桃仙国际机场，原名沈阳桃仙机场，是中华人民共和国国家一级干线机场，国家八大航空枢纽之一，辽宁省航空运输枢纽。桃仙国际机场位于辽宁省中部，距沈阳市中心20公里。同时为辽宁中部沈阳、抚顺、本溪、鞍山、铁岭、辽阳等大中城市的共用机场。沈阳桃仙国际机场共有三座航站楼，其中T1，T2，和T3航站楼设计年旅客吞吐量分别为180万，606万，和1750万人次。2013年T3航站楼开通后，T1和T2航站楼停止运行至今。2019年，机场旅客吞吐量为2054万人次，同比增长8%，在国内机场中排名第22。

## 历史沿革

### 立项
在桃仙机场未建之前，沈阳东塔机场是民航机场；后来，由于沈阳地区客运、货运、邮政运输量不断增长，东塔机场已不能满足社会对民用航空运输的要求。因此，辽宁省人民政府向国务院分别于1985年3月和4月递交了《关于新建沈阳桃仙机场的请示》和《关于新建沈阳民航机场选址问题联合办公会议纪要的报告》，正式向国家申请建设沈阳桃仙机场，并于1985年7月1日获得国务院和中央军委同意新建桃仙民用机场的批复。

### 选址
机场选址于当时的沈阳市南郊的桃仙镇；机场两端及两侧净空均符合国际民航组织的相关要求。桃仙镇距离沈阳市区适中，机场净空要求和沈阳市城市发展基本上没有矛盾，机场运行和飞机活动的噪声对城市居民没有影响；桃仙镇场地自然条件、气象条件、地面交通条件也符合条件，故最终选址为桃仙镇。

### 始建工程
1986年11月5日，沈阳桃仙机场一期工程正式开工建设，由时任国务院副总理李鹏为工程奠基。桃仙机场始建工程是当时中国国家“七五”计划的大型建设项目，主要包括飞行区的跑道、平行滑行道、站坪、停机坪、助航灯光、航管楼及通讯导航设施、旅客航站楼、机场公用设施及辅助设。按照国务院关于新建沈阳桃仙民用机场的批复，第一期工程投资主要由辽宁省地方负担，续建工程以国家投资为主。机场第一期工程比原计划提前14个月竣工，工程财务总决算为2.93亿元，与预计总投资的2.65亿元相比略有超支。
1988年11月3日，沈阳桃仙机场竣工试航，并由李鹏为机场题写“沈阳桃仙机场”场名。桃仙机场于1989年4月16日投入使用，并于1994年12月21日正式更名为沈阳桃仙国际机场。2008年6月9日，德国汉莎航空开通沈阳至慕尼黑航线，沈阳桃仙国际机场也成为中国东北地区第一家拥有直飞欧洲的航线的国际机场。

### 一次扩建工程

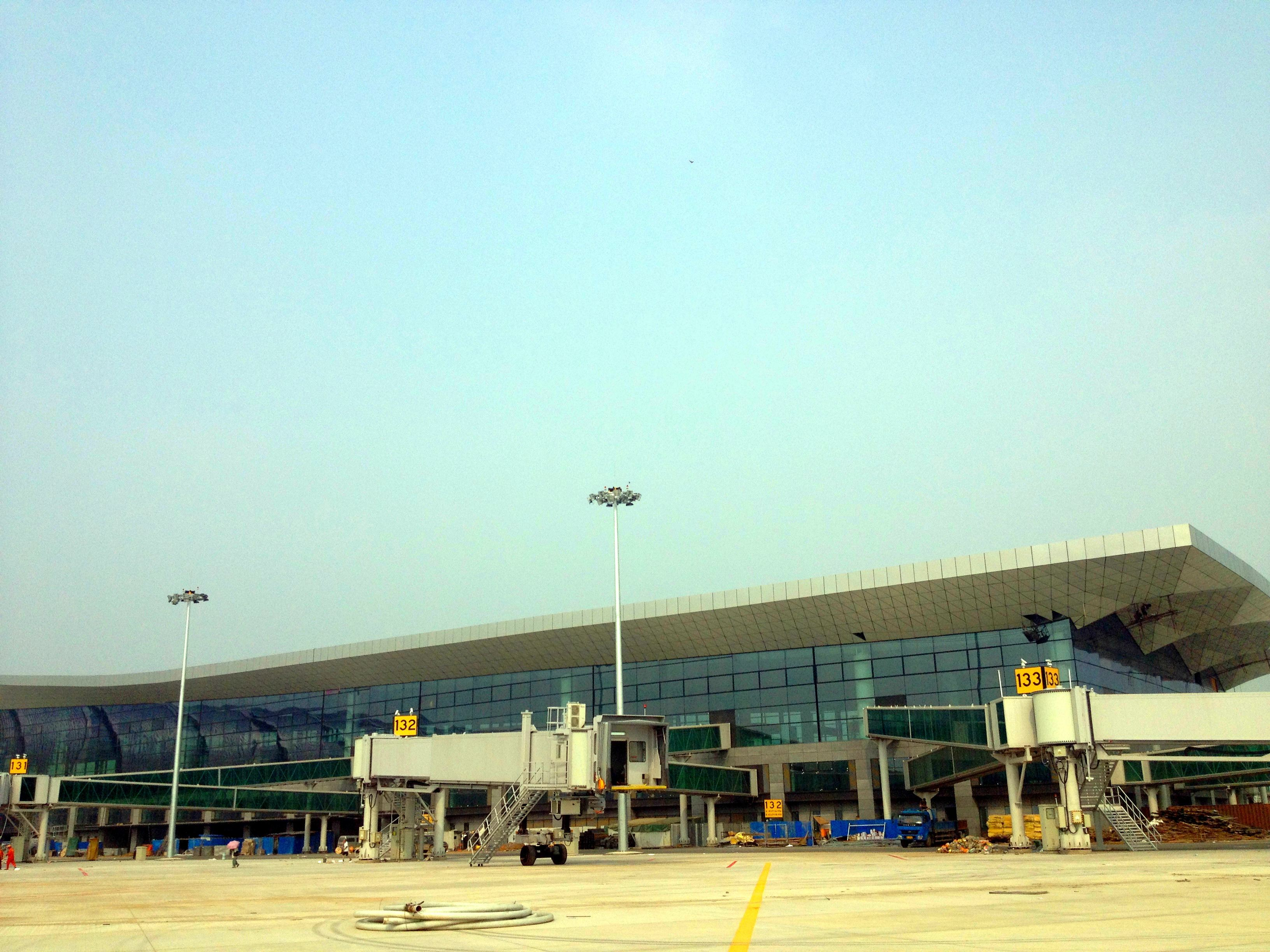
在建的沈阳桃仙国际机场T3航站楼指廊

#### 站坪、停机坪、货机坪扩建
1995年，中国民航总局发布了《关于沈阳桃仙国际机场站坪扩建工程初步设计及概算的批复》。基于此批复，桃仙机场先后扩建站坪、停机坪、货机坪共计52947平方米，工程总投资2500余万元。扩建后机场停机坪、站坪、货机坪、维修坪面积达180000平方米,共有机位20余个，可停靠大中型客机加至24架。

#### 助航灯光系统改造
机场一期工程所设的助航灯光设施不完善，原设备故障率高，满足不了飞行安全的需要，有必要对机场调光器、隔离变压器、下滑闪光灯、供电电缆等设施进行更新。机场助航灯光改造工程于1995年7月10日开工，1996年10月18日竣工。改造工程包括更换全部助航灯光电缆64 公里，更换全部隔离变压器900个，更换全郝调光器10台，换入口灯、末端灯及一套顺序闪光灯，增设滑行标志牌。由桃仙变电站增加一出口，铺设ZQD22—3x185JN电缆3.6公里到机场中心变电站。工程共计投资780万元，一次性通过验收。助航灯光改造后，提高了机场夜航或不良天气条件下适航能力。

#### 安全监控警报系统
1995年9月，桃仙机场对候机楼、客机坪、停机坪、跑道、机库区、停车场等场地设施安装了安全监控报警系统。工程共计投资1242.18万元，于1996年4月竣工。

### 二次扩建工程

#### 扩建的原因与必要性
沈阳桃仙机场始建于1987年，由于受当时经济条件制约，机场的规模相对较小。机场启用后，年旅客吞吐量以16%至25%的速度递增，机场规模及容量已明显不适应民用航空运输的迅猛发展，各种设施都在超负荷运转。

#### 工程概况
桃仙机场二次扩建工程由中国民航总局、辽宁省和沈阳市共同投资建设。1997年7月15日经国务院批准，国家计委批复桃仙国际机场扩建工程《可行性研究报告》。1998年2月国家计委原则同意民航总局、辽宁省政府关于调整规模的意见，批准新航站楼规模从原来的3万平方米增加到5万平方米。二次扩建工程分为航站区工程、飞行区工程及相关配套工程。工程于1997年8月开工，航站楼工程1999年4月8日正式开工。2001年11月，国家竣工验收委员会对二期扩建工程进行竣工验收。2001年12月1日，沈阳桃仙国际机场T2航站楼正式投入使用。时任中国民航总局局长刘剑锋，辽宁省省长薄熙来为T2航站楼投入使用剪彩。

### 三次扩建工程
沈阳桃仙机场三期建设工程包括航站区扩建工程及第二跑道扩建工程两部分，总投资为77.4亿元，需新征用地6557亩。航站区扩建工程主要包括：新建37个机位的站坪、24万平方米的T3航站楼、4.2万平方米的停车场，航站楼前高架桥，以及相关综合配套设施项目，总投资45亿元。第二跑道工程项目包括新建一条3600米×60米的跑道、机场运行指挥中心、机场第二指挥塔台等，工程总投资32.4亿元。扩建后航空区等级将升至4F，可满足A380客机起降。
2011年4月1日，T3航站楼工程开工，时任民航局局长李家祥，辽宁省省委书记王珉，省长陈政高，和沈阳军区空军司令员周来强为工程奠基。受地方财政制约，机场集团仅在沈阳机场T3航站楼建设期间就自筹贷款39亿元，并垫付了本应由地方政府承担的供电、供暖、供水、供气等配套外线建设资金3.6亿元。2013年8月15号，航站楼正式建成投运，为第十二届全运会提供有力的交通保障。
因资金制约，原计划于2012年开工的第二跑道工程至今（2023年）仍未开工。期间，机场陆续实施了跑道盖被、新建垂直联络道、新建局部二平滑等资源挖潜工程，最大程度提升了单跑道系统运行保障能力，但跑道容量仍趋于饱和，保障能力逼近极限。机场二跑道项目建设需将既有沈丹铁路区段外迁，沈丹铁路外迁工程项目所涉及地块内地上附属物于2022年开始征收，预计2023到2024年第二跑道将开始建设。

## 客运航站楼

### 1号航站楼
桃仙国际机场T1航站楼启用于1989年4月，占地1.8万平方米，设计年吞吐量90万人次，高峰小时旅客吞吐能力1500人次。
2001年，随着T2航站楼的投入使用，T1航站楼便停用至2007年。2007年，随着客流量的增多，T2航站楼就已趋于饱和状态，为满足客流量的需要，桃仙国际机场便重新启用T1航站楼。2009年，机场对T1航站楼进行了改造，改造工程总投资共计6500万元，改造后的T1航站楼，增加4部登机廊桥和7个机位，并设计190米长的连廊与T2航站楼相通，年吞吐能力可提升至180万人次至250万人次左右。在进行改造工程之时，机场将T1航站楼定位在低成本运营航站楼。春秋航空因其票价便宜，需要低成本运营。T1航站楼正适应了这类航空公司的需求，春秋航空公司成为首家进驻T1航站楼的航空公司。
2013年，随着T3航站楼的启用，T1航站楼的客运服务停止使用至今。但从2017年起，用于顺丰航空和邮政航空货运使用，并于2023年进行顺丰T1航站楼配套项目升级改造运行，这意味着T1航站楼将不再启用为客运航站楼。

### 2号航站楼
桃仙国际机场T2航站楼于2001年12月启用，占地6.68万平方米，东西长513米，南北进深86.4米，屋架最高点37米，设计年吞吐量606万人次，高峰小时旅客吞吐能力2760人次。航站楼内部设有国际进出港设有边检通道共24条，安检通道5条；国内进出港设安检通道8条．楼内配有9个贵宾室。航站楼主体为伞式支撑的大跨度钢架和钢柱，外围大面积使用玻璃幕墙。T2航站楼由中国民航总局、辽宁省和沈阳市共同投资建设，于1999年4月8日举行奠基仪式，2001年11月29日顺利通过了中国民航总局的验收。2007年，T2航站楼使用情况已趋于饱和状态。
2013年，随着T3航站楼的启用，T2航站楼停止使用至今，但仍使用其廊桥进行登机，旅客在T3航站楼办票后乘坐摆渡车至登机廊桥登机。

### 3号航站楼
桃仙国际机场T3航站楼于2011年4月1日动工。2013年6月29日通过了竣工验收。2013年8月7日开始试运行，2013年8月15日正式投入使用。
T3航站楼占地24.8万平方米，由主楼和两个指廊构成。航站楼设计年吞吐1750万人次。航站楼采用U型设计，进深120米，主楼陆侧面宽360多米，空侧弧线部分长度650米，指廊部分长度200米。航站楼1层为旅客到港层。在旅客到港层中，设有10个行李分拣转盘以供旅客提取行李。国内行李提取厅设6条行李提取转盘并预留3条；国际行李提取厅设2条行李提取转盘并预留1条。航站楼2层中央位置设有5个办票岛，北侧的3个为国内办票岛，南侧的2个为国际办票岛。办票岛南北两侧分别是国际和国内安检通道。

## 机场其他设施

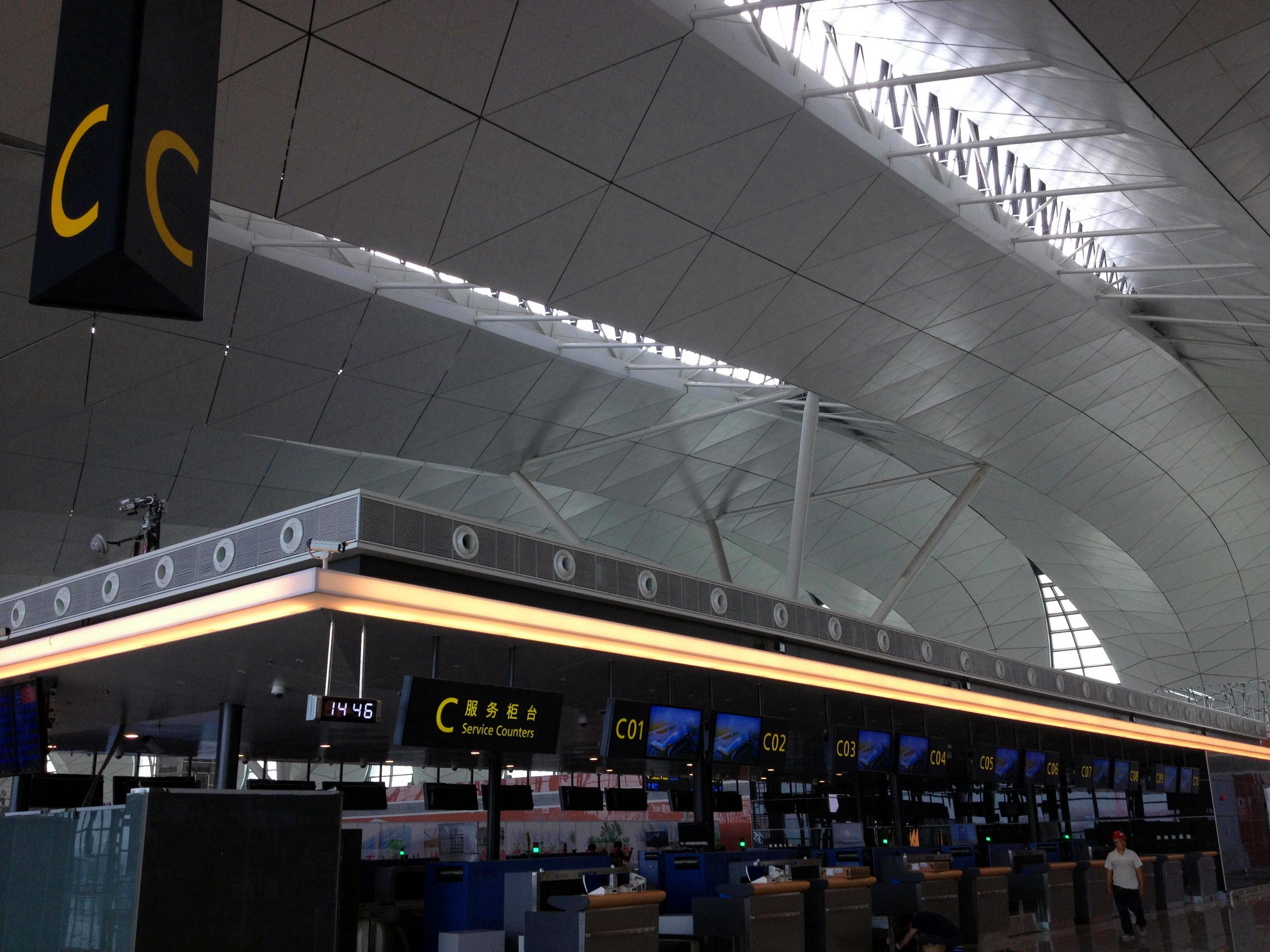
桃仙国际机场曾承诺将T3航站楼全部交付给南航及其天合联盟伙伴东航等航空公司使用

### 跑道和滑行道
沈阳桃仙国际机场目前拥有1条长度为3200米、宽度为45米、厚0.32米-0.35米的混凝土跑道。跑道两侧道肩各宽7.5米，两端各建长60米、宽45米的防吹坪。一条平行滑行道，距跑道中心线距离为200米。2012年，机场启动总投资将超过34亿元的第二跑道工程。工程项目主要包括新建一条长度为3600米，宽度为60米的跑道、二类精密进近灯光系统等飞行区设施，新建停车楼、机场运行指挥中心、机场第二指挥塔台。第二跑道预计将于2015年竣工并正式投入使用。

### 停机坪
桃仙国际机场T1与T2航站楼共计拥有近机位14个，远机位20个。T3航站楼拥有一个37个机位的停机坪（含30个近机位，7个远机位）。

### 停车场
在机场三期建设工程中，机场开辟了两个二层建筑结构的地下停车场，单个面积为42424平方米，总面积84848平方米。在地下停车场投入使用之后，原有的地上停车场将停止使用，并改建为绿化带。

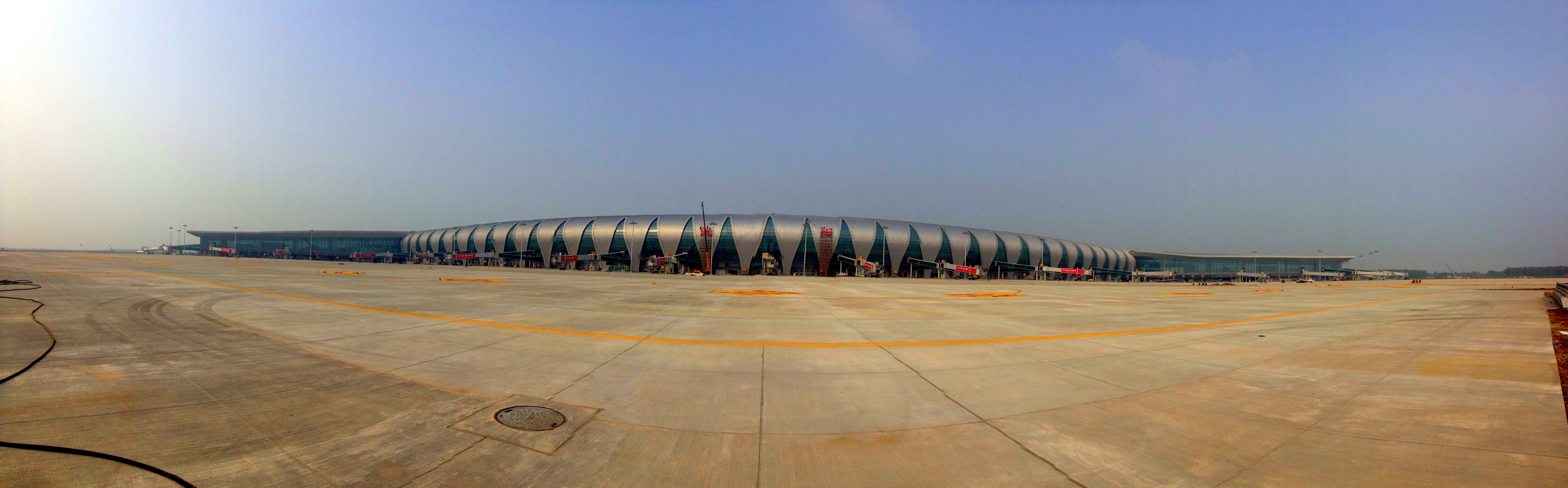
沈阳桃仙国际机场T3航站楼全景

### 空中交通服务通信设施通信频率
塔台管制：118.1MHz
地面管制：121.9MHz
放行频率：121.675MHz
机坪管制：121.95MHz
D-ATIS：127.45MHz

## 航空公司與航點
截至2024年瀋陽桃仙国际机场共有运营中航线137条,拥有国内航线124条、国际及地区航线13条。通航城市82座，其中国内城市71座，國際及地區城市11座。有20余家合作航空公司。國際航線通往日本、韩國、德國、泰国、新加坡等地。

### 境内航線
| 航空公司     | 目的地 |
| ------------ | --- |
| 中国南方航空 | 北京/大兴、广州、上海/浦东、深圳、武汉、重庆、成都/天府、杭州、南京、厦门、长沙、西安、海口、三亚、昆明、贵阳、太原、郑州、济南、青岛、烟台、威海、潍坊、桂林、温州、宁波、张家界、南昌、常州、呼和浩特、包头、兰州、乌鲁木齐、南宁、襄阳、延吉、哈尔滨、鸡西、长白山、大同、银川 |
| 深圳航空     | 上海/浦东、深圳、广州、南京、武汉、常州、杭州、昆明、重庆、南宁、青岛、石家庄、西安、无锡、福州、霞门、海口、三亚、太原、合肥、长沙、郑州、呼和浩特、南昌、桂林、珠海、西宁、温州、扬州、临沂、三亚（经停南通）                                                                   |
| 四川航空     | 成都/双流、成都/天府、重庆、昆明、合肥、宁波、太原、天津、温州、厦门、徐州、郑州、三亚、长沙、贵阳、连云港、威海、烟台、临沂、海拉尔、鄂尔多斯 |
| 春秋航空     | 上海/浦东、杭州、南京、深圳、厦门（經停邯郸）、成都/天府、重庆、西安、昆明、三亞、桂林、石家庄、洛阳、淮安、绵阳、张家口、北海 |
| 海南航空     | 海口（經停厦门）、武汉、青岛、广州、深圳、南京、杭州、三亞、西安、济南、乌鲁木齐、南昌、潍坊 |
| 厦门航空     | 厦门、福州、杭州、济南、南京、青岛、深圳、長沙、太原、南宁、厦门、长治 |
| 天津航空     | 天津、西安、延吉、烏蘭浩特、赤峰、呼和浩特、贵阳、运城 |
| 中国东方航空 | 上海/浦东、西安、昆明、合肥（经停青岛）、武汉、青岛、宁波、盐城 |
| 中国国际航空 | 北京/首都、北京/大興、成都/双流、成都/天府、杭州、昆明 |
| 山东航空     | 济南、青岛、烟台、菏澤、厦门、杭州、海口、重庆 |
| 首都航空     | 武汉、桂林、石家庄、海口（經停黃山） |
| 奥凯航空     | 天津、长沙、烟台、延吉 |
| 祥鹏航空     | 昆明、济南、鄭州 |
| 成都航空     | 成都/雙流、连云港、济宁 |
| 西部航空     | 煙台、重慶、合肥 |
| 上海航空     | 上海/虹橋、上海/浦东 |
| 吉祥航空     | 上海/浦东、南京 |
| 昆明航空     | 昆明、石家莊 |
| 东海航空     | 深圳 |
| 湖南航空     | 桂林（經停长治） |
| 九元航空     | 贵阳（經停無錫） |

### 港澳台/國際航線
| 航空公司     | 目的地 |
| ------------ | --- |
| 中国南方航空 | 港澳台：香港 東北亞：首尔/仁川、釜山、东京/成田、大阪/关西、名古屋/中部 東南亞：曼谷/素万那普 西亞：杜拜（經廣州） 歐洲：法蘭克福 |
| 春秋航空     | 濟州、大阪/關西 |
| 大韩航空     | 首尔/仁川 |
| 德威航空     | 首尔/仁川 |
| 酷航         | 新加坡 |
| 越捷航空     | 芽莊 |

### 航班量最高的航点（23/24冬春航季）
| 航点      | 每周航班量 |
| --------- | ---------- |
| 上海-浦东 | 138        |
| 南京      | 87         |
| 深圳      | 78         |
| 杭州      | 75         |
| 西安      | 66         |
| 郑州      | 55         |
| 青岛      | 52         |
| 武汉      | 44         |
| 广州      | 43         |
| 成都-天府 | 42         |

数据来源：Flightradar 24

## 统计数据
请参阅源Wikidata查询.
| 年份 | 旅客吞吐量（人） | 旅客吞吐量全国排名 | 旅客吞吐量增减% | 货邮吞吐量（吨） | 起降架次（次） |
| ---- | ---------------- | ------------------ | --------------- | ---------------- | -------------- |
| 2024 | 23,744,323       | 22                 | 15.5            | 227,977          | 161,129        |
| 2023 | 20,564,385       | 23                 | 119.1           | 198,461.9        | 152,522        |
| 2022 | 9,387,281        | 23                 | -32.6           | 132,549.1        | 83,252         |
| 2021 | 13,923,884       | 23                 | 5.6             | 173,871.3        | 113,051        |
| 2020 | 13,181,482       | 22                 | -35.8           | 171,985.9        | 107,268        |
| 2019 | 20,544,044       | 22                 | 8               | 192,477.614      | 145,350        |
| 2018 | 19,027,398       | 23                 | 9.7             | 168,558.032      | 137,661        |
| 2017 | 17,342,626       | 24                 | 15.9            | 159,117.2        | 127,387        |
| 2016 | 14,967,228       | 24                 | 18.0            | 155,769.4        | 115,164        |
| 2015 | 12,680,118       | 24                 | -0.9            | 142,069.6        | 99,563         |
| 2014 | 12,800,272       | 21                 | 5.7             | 138,318          | 97,172         |
| 2013 | 12,106,952       | 20                 | 9.9             | 136,066.1        | 92,300         |
| 2012 | 11,011,800       | 20                 | 7.6             | 131,931.3        | 82,294         |
| 2011 | 10,231,185       | 19                 | 18.7            | 133,903.5        | 77,866         |
| 2010 | 8,619,897        | 21                 | 14.9            | 123,816.4        | 70,786         |
| 2009 | 7,504,828        | 19                 | 10.2            | 112,444.6        | 67,027         |
| 2008 | 6,807,235        | 18                 | 10.0            | 102,487.5        | 62,531         |
| 2007 | 6,190,448        | 18                 | 15.8            | 97,368.2         | 56,879         |
| 2006 | 5,343,566        | 18                 | 17.2            | 90,253.9         | 48,931         |
| 2005 | 4,560,162        | 18                 | 11.2            | 83,350.8         | 43,072         |
| 2004 | 4,100,174        | 17                 | 36.2            | 85,343.2         | 41,482         |
| 2003 | 3,010,752        | 17                 | 13.5            | 69,509.2         | 33,539         |
| 2002 | 2,652,340        | 18                 | 7.1             | 56,798.7         | 32,550         |
| 2001 | 2,476,245        | 17                 | 2.3             | 45,251.7         | 28,460         |
| 2000 | 2,420,455        | 16                 |                 | 39,603.4         | 23,876         |

## 接驳交通

### 机场巴士

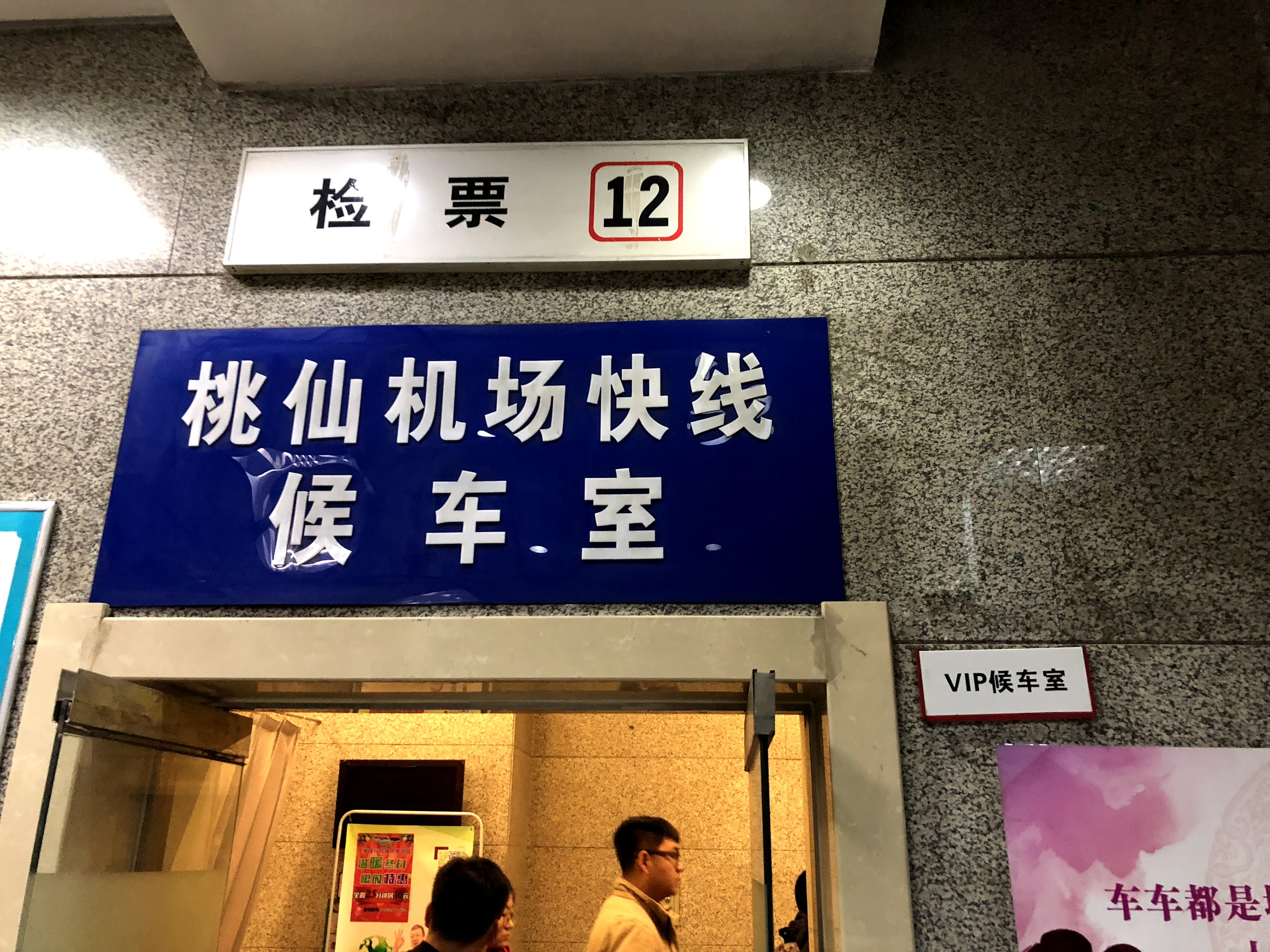
沈阳 SK 客运站机场巴士候车室

| 线路                      | 机场发车时间 | 机场发车频次                                                  | 机场发车站点 | 市内发车时间 | 市内发车频次         | 市内发车站点                                                                           | 票价                     | 运行时间 | 运行里程 |
| ------------------------- | ------------ | ------------------------------------------------------------- | --- | ------------ | -------------------- | -------------------------------------------------------------------------------------- | ------------------------ | -------- | -------- |
| 机场巴士1号线（沈阳北站） | 08:30-20:00  | 按降落航班，满客发车                                          | 桃仙机场->电视台->省快客站（虎跃快客）                                                                                         | 06:00-18:30  | 每小时一班，整点发车 | 省快客站->桃仙机场                                                                     | 15.5元                   | 60分钟   | 40公里   |
| 机场巴士2号线（沈阳站）   | 08:30-22:00  | 按降落航班，满客发车（22：00两线合并机场-电视台-马路湾-虎跃） | 桃仙机场->马路湾->沈阳站汽车客运枢纽站（SK客运站）                                                                             | 06:00-18:30  |                      | 沈阳站汽车客运枢纽站->桃仙机场                                                         | 15.5元                   | 60分钟   | 45公里   |
| 机场巴士3号线（龙之梦）   | 10:00-20:00  | 按降落航班，满客发车                                          | 桃仙机场->陆军总医院->南塔鞋城->龙之梦客运站                                                                                   |              |                      |                                                                                        | 15.5元                   | 60分钟   | 45公里   |
| 机场巴士抚顺线            | 08:30-01:30  | 每小时一班，半点发车                                          | 桃仙机场->沈阳工学院->石化大学->光明街北->海城街->大官屯->抚顺万达城市候机楼                                                   | 06:00-18:30  | 每小时一班           | 抚顺万达城市候机楼->桃仙机场                                                           | 33.5元                   | 60分钟   | 69公里   |
| 抚顺空港城际快线          | 07:30-02:30  | 每小时一班，半点发车                                          | 桃仙机场（机场客运站北100米、大客A区的停车场处）->望花区营口路长客分站->中央大街雷锋号北门出站口->顺城区河东长途汽车中心客运站 | 06:00-17:30  | 每小时一班,半点发车  | 顺城区河东长途汽车中心客运站->中央大街雷锋号北门出站口->望花区营口路长客分站->桃仙机场 | 30元（往返一个月内有效） |          |          |
| 机场巴士本溪线            | 08:00-01:00  | 每小时一班，整点发车                                          | 桃仙机场->本溪客运站 |              |                      |                                                                                        | 35.5元                   | 65分钟   | 68公里   |
| 机场巴士辽阳线            | 11:40-20:00  | 16班                                                          | 桃仙机场->辽阳客运站 |              |                      |                                                                                        | 36.5元                   | 70分钟   | 100公里  |
| 机场巴士鞍山线            | 10:00-20:00  | 16班                                                          | 桃仙机场->鞍山城市候机楼 |              |                      |                                                                                        | 43.5元                   | 110分钟  | 117公里  |
| 机场巴士盘锦线            | 11:00-21:10  | 7班                                                           | 桃仙机场->盘锦城市候机楼（国贸大厦）                                                                                           |              |                      |                                                                                        | 70.5元                   | 175分钟  | 190公里  |
| 机场巴士丹东线            | 10:30-19:40  | 8班                                                           | 桃仙机场->丹东客运站（城市候机楼）                                                                                             |              |                      |                                                                                        | 88元                     | 150分钟  | 240公里  |
| 机场巴士阜新线            | 11:00-21:00  | 7班                                                           | 桃仙机场->阜新客运站 |              |                      |                                                                                        | 90.5元                   | 205分钟  | 260公里  |

### 轨道交通

#### 地铁

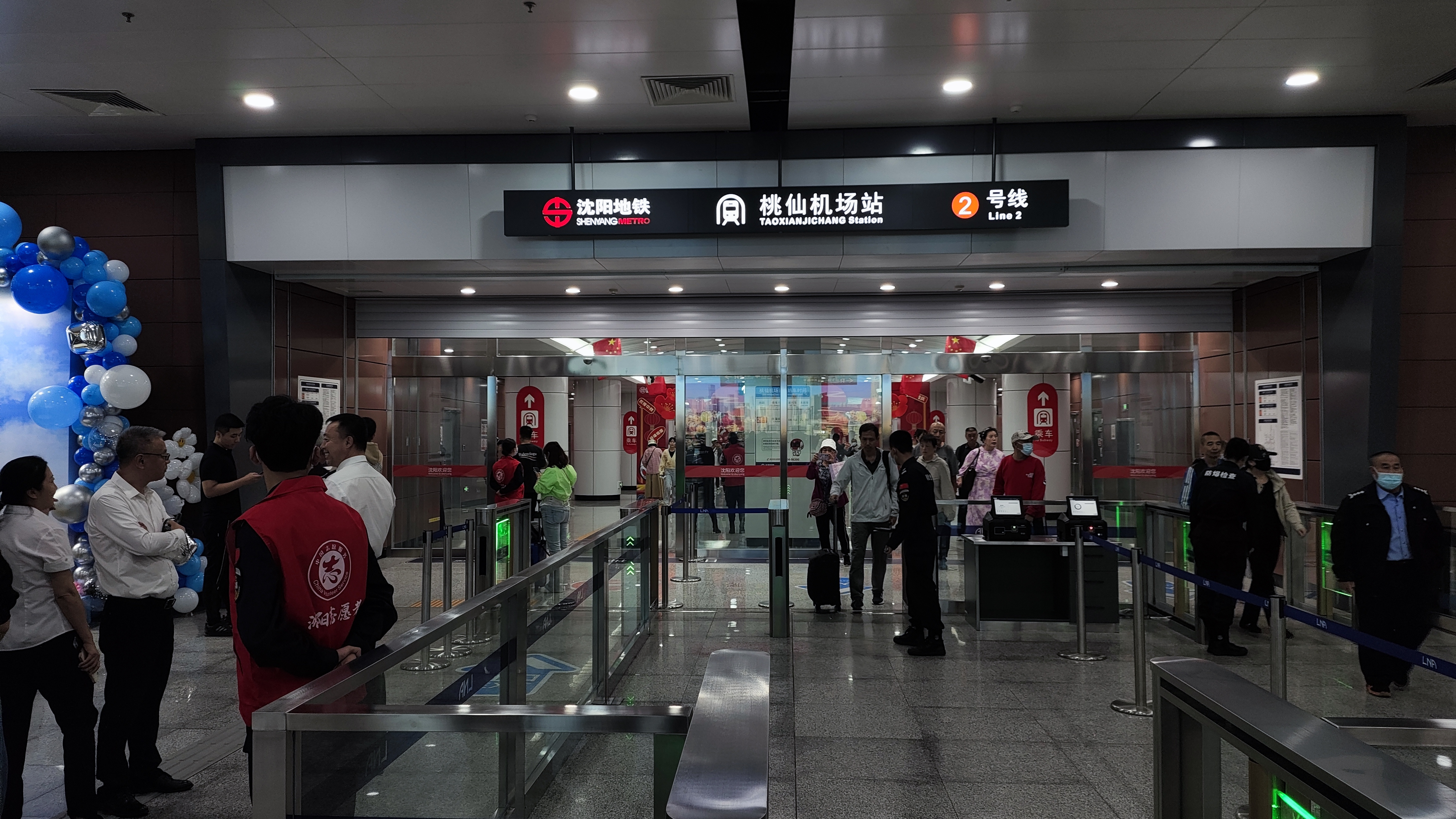
位于T3航站楼B1层的地铁出入口

位于T3航站楼下方的桃仙机场站为沈阳地铁2号线终点站，并设置有直达T3航站楼B1层的通道口，乘客在出站后可直接使用直梯或扶梯前往到达大厅及出发大厅。

#### 电车
2013年至2024年期间，浑南有轨电车曾在T3航站楼北侧设有桃仙机场电车站。该站曾为2号线及有轨电车6号线的端点站。乘客可乘坐电车前往沈阳奥体中心及沈阳南站。其中直达模式的6号线车隔较长，班次稀少，于2020年停运；而2号线因与地铁线路重复过多也于2024年10月28日停运。
本站曾为单线双侧式月台（西班牙式月台）设计。列车进站后开启右侧车门落客，清客后司机进行换端操作，再开启左侧车门上客，本站也是浑南有轨电车线网中唯一一个曾使用西班牙式月台设计的车站。
| 3号航站楼 前广场 | 只供落客             |
| ---------------- | -------------------- |
| 3号航站楼 前广场 | 轨道区，列车在此折返 |
| 3号航站楼 前广场 | 只供上客             |

## 建设规划
根据机场总体规划，2020年，机场旅客吞吐量约为2500万人次/年，高峰小时旅客流量7756人次；货邮吞吐量40万吨。2030年，机场旅客吞吐量约为4700万人次/年，货邮吞吐量80万吨。远期到2040年，机场旅客吞吐量约为7000万人次/年，高峰小时旅客流量20125人次，货邮吞吐量110万吨。远期2040年新建西航站区航站楼面积38.97万平方米，共建成二组四条跑道。

## 事故
- 2014年2月25日16时42分，一架载有30多名乘客，航班号为BK2870的奥凯航空新舟60从天津滨海国际机场起飞，飞抵桃仙国际机场上空准备降落时，由于左起落架“放下锁好”指示故障，无法确认起落架是否放下锁好，不得不盘旋耗油。19点40分左右，飞机低飞通场，机场确认起落架已经放下。20时18分，飞机在盘旋近三小时后正常降落。[38]